# Veikkausliiga 2022
Die Veikkausliiga 2022 war die 33. Spielzeit der höchsten finnischen Spielklasse im Fußball der Männer unter diesem Namen sowie die 92. Saison seit deren Einführung im Jahre 1930. Sie begann am 2. April 2022 mit der Partie des Meisters HJK Helsinki gegen den FC Honka Espoo und endete im Oktober 2022.
Meister wurde zum dritten Mal in Folge der Titelverteidiger HJK Helsinki, der seine insgesamt 32. Meisterschaft feiern konnte. Die Qualifikationsplätze zur UEFA Europa Conference League belegten Kuopion PS als Vizemeister und FC Honka Espoo sowie Haka Valkeakoski als Gewinner der Play-off-Runde zur Conference League. Absteigen musste Helsingfors IFK, während der FC Lahti in der Relegation gegen den Zweiten der Ykkönen, Turku PS, die Klasse halten konnte.
Torschützenkönig wurde der Schotte Lee Erwin, der 20 Tore erzielte.

## Modus
Zunächst trafen alle zwölf Mannschaften in der Hauptrunde jeweils zweimal aufeinander. Danach ermittelten die ersten sechs Mannschaften in der Meisterschaftsrunde den Meister, während die letzten sechs Mannschaften in der Abstiegsrunde spielten. In diesen Runden wurde nur die Hinrunde ausgespielt, sodass es hierbei jeweils zu fünf Spieltagen kam. Die Punkte aus der Hauptrunde wurden jeweils übernommen.
Der Meister nimmt an der Qualifikation zur Champions League teil. In der Qualifikation zur Europa Conference League dürfen hingegen der Vizemeister, der Pokalsieger, sowie ein dritter Teilnehmer, der in einer anschließenden extra Runde ermittelt wurde, antreten. Der Tabellenletzte stieg direkt ab, der Vorletzte musste in die Relegation.

## Teilnehmende Mannschaften
| Verein           | Stadt       | Stadion                | Kapazität |
| ---------------- | ----------- | ---------------------- | --------- |
| FC Lahti         | Lahti       | Stadion Lahti          | 14.465    |
| Helsingfors IFK  | Helsinki    | Bolt Arena             | 10.770    |
| HJK Helsinki     | Helsinki    | Bolt Arena             | 10.770    |
| Inter Turku      | Turku       | Veritas-Stadion        | 09.372    |
| Haka Valkeakoski | Valkeakoski | Tehtaan kenttä         | 06.400    |
| Vaasan PS        | Vaasa       | Elisa Stadion          | 06.009    |
| Seinäjoen JK     | Seinäjoki   | OmaSP Stadion          | 06.000    |
| IFK Mariehamn    | Mariehamn   | Wiklöf Holding Arena   | 05.637    |
| Ilves Tampere    | Tampere     | Tammela Stadion        | 05.050    |
| Kuopion PS       | Kuopio      | Savon Sanomat Areena   | 04.700    |
| AC Oulu          | Oulu        | Raatin Stadion         | 04.392    |
| FC Honka Espoo   | Espoo       | Tapiolan urheilupuisto | 04.100    |

## Hauptrunde

### Tabelle
| Pl.             | Verein           | Sp. | S  | U | N  | Tore    | Diff. | Punkte |
| --------------- | ---------------- | --- | -- | - | -- | ------- | ----- | ------ |
| 1.              | HJK Helsinki (M) | 22  | 15 | 4 | 3  | 034:180 | +16   | 49     |
| 2.              | Kuopion PS (P)   | 22  | 14 | 5 | 3  | 036:160 | +20   | 47     |
| 3.              | FC Honka Espoo   | 22  | 12 | 5 | 5  | 045:210 | +24   | 41     |
| 4.              | Haka Valkeakoski | 22  | 11 | 4 | 7  | 036:380 | −2    | 37     |
| 5.              | Inter Turku      | 22  | 9  | 5 | 8  | 040:280 | +12   | 32     |
| 6.              | Seinäjoen JK     | 22  | 9  | 4 | 9  | 029:320 | −3    | 31     |
| 7.              | AC Oulu          | 22  | 8  | 6 | 8  | 035:350 | ±0    | 30     |
| 8.              | Tampereen Ilves  | 22  | 6  | 7 | 9  | 031:360 | −5    | 25     |
| 9.              | IFK Mariehamn    | 22  | 6  | 6 | 10 | 025:330 | −8    | 24     |
| 10.             | Vaasan PS (N)    | 22  | 6  | 4 | 12 | 039:360 | +3    | 22     |
| 11.             | FC Lahti         | 22  | 4  | 6 | 12 | 019:430 | −24   | 18     |
| 12.             | Helsingfors IFK  | 22  | 1  | 6 | 15 | 015:480 | −33   | 09     |
| Stand: Endstand |                  |     |    |   |    |         |       |        |

Platzierungskriterien: 1. Punkte – 2. Tordifferenz – 3. geschossene Tore – 4. Direkter Vergleich (Punkte, Tordifferenz, geschossene Tore)
| (M) | amtierender Meister     |
| (P) | amtierender Pokalsieger |
| (N) | Neu/Aufsteiger          |

### Kreuztabelle
| 2022             | HJK Helsinki | Inter Turku | Kuopion PS | FC Honka Espoo | Ilves Tampere | FC Lahti | Seinäjoen JK | Helsingfors IFK | IFK Mariehamn | Haka Valkeakoski | AC Oulu | Vaasan PS |
| HJK Helsinki     | —            | 1:4         | 1:1        | 1:0            | 2:1           | 3:2      | 1:0          | 2:1             | 1:0           | 4:1              | 0:1     | 3:1       |
| Inter Turku      | 0:1          | —           | 1:2        | 0:1            | 2:2           | 5:1      | 1:0          | 2:2             | 4:0           | 0:2              | 2:1     | 1:1       |
| Kuopion PS       | 0:0          | 2:1         | —          | 1:1            | 0:0           | 4:0      | 2:0          | 5:1             | 1:0           | 2:1              | 2:1     | 3:1       |
| FC Honka Espoo   | 1:2          | 2:1         | 2:0        | —              | 0:0           | 5:0      | 5:1          | 4:1             | 1:1           | 3:2              | 2:2     | 4:0       |
| Ilves Tampere    | 1:2          | 1:1         | 1:2        | 0:4            | —             | 3:2      | 3:1          | 0:1             | 1:0           | 2:3              | 0:2     | 3:2       |
| FC Lahti         | 1:1          | 2:1         | 0:1        | 0:2            | 1:1           | —        | 1:3          | 0:0             | 0:2           | 0:1              | 0:2     | 0:5       |
| Seinäjoen JK     | 0:1          | 1:1         | 2:1        | 3:2            | 3:3           | 1:2      | —            | 2:1             | 1:0           | 2:2              | 3:2     | 2:0       |
| Helsingfors IFK  | 0:2          | 0:3         | 0:1        | 1:2            | 0:1           | 0:3      | 0:2          | —               | 1:1           | 0:2              | 1:6     | 1:5       |
| IFK Mariehamn    | 2:1          | 2:3         | 1:1        | 1:1            | 1:5           | 0:0      | 2:0          | 1:1             | —             | 2:0              | 2:1     | 1:3       |
| Haka Valkeakoski | 0:3          | 3:2         | 2:1        | 2:1            | 2:1           | 1:1      | 1:1          | 2:1             | 3:2           | —                | 3:2     | 0:2       |
| AC Oulu          | 1:1          | 1:0         | 0:3        | 2:1            | 2:2           | 0:0      | 1:0          | 1:1             | 3:1           | 3:0              | —       | 0:6       |
| Vaasan PS        | 0:1          | 1:2         | 0:0        | 0:1            | 3:0           | 2:3      | 0:1          | 1:1             | 1:3           | 3:3              | 2:2     | —         |
| Endstand         |              |             |            |                |               |          |              |                 |               |                  |         |           |

## Meisterschaftsrunde
Die ersten sechs Mannschaften der Hauptrunde spielten jeweils noch einmal gegeneinander.

Die Ergebnisse und Punkte aus der Hauptrunde wurden übernommen.
| Pl. | Verein           | Sp. | S  | U | N  | Tore    | Diff. | Punkte |
| --- | ---------------- | --- | -- | - | -- | ------- | ----- | ------ |
| 1.  | HJK Helsinki (M) | 27  | 18 | 4 | 5  | 041:230 | +18   | 58     |
| 2.  | Kuopion PS (P)   | 27  | 17 | 6 | 4  | 043:210 | +22   | 57     |
| 3.  | FC Honka Espoo   | 27  | 14 | 7 | 6  | 053:270 | +26   | 49     |
| 4.  | Haka Valkeakoski | 27  | 13 | 6 | 8  | 040:400 | ±0    | 45     |
| 5.  | Inter Turku      | 27  | 10 | 5 | 12 | 042:360 | +6    | 35     |
| 6.  | Seinäjoen JK     | 27  | 10 | 5 | 12 | 033:380 | −5    | 35     |

| (M) | amtierender Meister     |
| (P) | amtierender Pokalsieger |

| 2022             | HJK Helsinki | Kuopion PS | FC Honka Espoo | Haka Valkeakoski | Inter Turku | Seinäjoen JK |
| ---------------- | ------------ | ---------- | -------------- | ---------------- | ----------- | ------------ |
| HJK Helsinki     |              | 0:1        | –              | –                | 3:0         | 2:1          |
| Kuopion PS       | –            |            | 3:2            | 0:0              | 2:0         | –            |
| FC Honka Espoo   | 3:1          | –          |                | 1:1              | 2:1         | –            |
| Haka Valkeakoski | 0:1          | –          | –              |                  | –           | 2:0          |
| Inter Turku      | –            | –          | –              | 0:1              |             | 1:0          |
| Seinäjoen JK     | –            | 3:1        | 0:0            | –                | –           |              |

## Abstiegsrunde
Die letzten sechs Mannschaften der Hauptrunde spielten jeweils noch einmal gegeneinander.

Die Ergebnisse und Punkte aus der Hauptrunde wurden übernommen.
| Pl. | Verein          | Sp. | S  | U | N  | Tore    | Diff. | Punkte |
| --- | --------------- | --- | -- | - | -- | ------- | ----- | ------ |
| 7.  | AC Oulu         | 27  | 11 | 6 | 10 | 046:430 | +3    | 39     |
| 8.  | Vaasan PS (N)   | 27  | 10 | 5 | 12 | 052:410 | +11   | 35     |
| 9.  | Tampereen Ilves | 27  | 9  | 7 | 11 | 043:430 | ±0    | 34     |
| 10. | IFK Mariehamn   | 27  | 9  | 7 | 11 | 041:430 | −2    | 34     |
| 11. | FC Lahti        | 27  | 5  | 6 | 16 | 026:550 | −29   | 21     |
| 12. | Helsingfors IFK | 27  | 1  | 6 | 20 | 020:700 | −50   | 09     |

| (N) | Neu/Aufsteiger |

| 2022            | AC Oulu | Ilves Tampere | IFK Mariehamn | Vaasan PS | FC Lahti | Helsingfors IFK |
| --------------- | ------- | ------------- | ------------- | --------- | -------- | --------------- |
| AC Oulu         |         | 0:2           | –             | –         | 2:1      | 4:1             |
| Ilves Tampere   | –       |               | 2:3           | 2:3       | 1:0      | –               |
| IFK Mariehamn   | 2:4     | –             |               | 2:2       | 6:0      | –               |
| Vaasan PS       | 2:1     | –             | –             |           | –        | 4:0             |
| FC Lahti        | –       | –             | –             | 0:2       |          | 6:1             |
| Helsingfors IFK | –       | 1:5           | 2:3           | –         | –        |                 |

## Play-offs zur Europa Conference League
Die Mannschaften auf den Plätzen drei bis sechs sowie das beste Team der Abstiegsrunde waren qualifiziert, den dritten Teilnehmer für die Europa Conference League zu ermitteln. Da sich der Pokalsieger Kuopion PS bereits für die Europa Conference League qualifiziert hatte, spielten die Plätze vier bis sechs die Play-offs und der Zweitplatzierte der Abstiegsrunde rückte nach. Der bestplatzierte Teilnehmer stieg erst im Finale mit Hin- und Rückspiel ein. In den ersten beiden Runden mit je einem Spiel hatte das besser platzierte Team Heimrecht.

### 1. Runde
| Datum      |              | Ergebnis  |           |
| ---------- | ------------ | --------- | --------- |
| 19.10.2022 | Inter Turku  | 1:5 (0:1) | Vaasan PS |
| 19.10.2022 | Seinäjoen JK | 0:1 (0:0) | AC Oulu   |

### 2. Runde
| Datum      |         | Ergebnis             |           |
| ---------- | ------- | -------------------- | --------- |
| 23.10.2022 | AC Oulu | 0:1 n. V. (0:0, 0:0) | Vaasan PS |

### Finale
| Datum             |           | Gesamt |                  | Hinspiel  | Rückspiel |
| ----------------- | --------- | ------ | ---------------- | --------- | --------- |
| 26.10./30.10.2022 | Vaasan PS | 2:4    | Haka Valkeakoski | 0:3 (0:3) | 2:1 (1:1) |

## Relegation
Der Elfte traf auf den Sieger der Relegations-Play-offs der Ykkönen 2022.
| Datum             |          | Gesamt |          | Hinspiel  | Rückspiel |
| ----------------- | -------- | ------ | -------- | --------- | --------- |
| 20.10./24.10.2022 | Turku PS | 2:3    | FC Lahti | 1:1 (0:1) | 1:2 (0:1) |

## Torschützenliste
| Platz | Spieler          | Mannschaft       | Tore |
| ----- | ---------------- | ---------------- | ---- |
| 01.   | Lee Erwin        | Haka Valkeakoski | 20   |
| 02.   | Kalle Multanen   | Vaasan PS        | 15   |
| 03.   | Agon Sadiku      | FC Honka Espoo   | 14   |
| 04.   | John Owoeri      | IFK Mariehamn    | 11   |
| 04.   | Tim Väyrynen     | Kuopion PS       | 11   |
| 06.   | Michael López    | AC Oulu          | 10   |
| 06.   | Kai Meriluoto    | Ilves Tampere    | 10   |
| 08.   | Dé               | IFK Mariehamn    | 09   |
| 08.   | Petteri Pennanen | Ilves Tampere    | 09   |
| 10.   | Jānis Ikaunieks  | Kuopion PS       | 08   |
| 10.   | Bojan Radulović  | HJK Helsinki     | 08   |